# Depresión endogámica
La depresión endogámica es la pérdida de adaptación (vigor, viabilidad, fecundidad...) producida por la pérdida de variación genética debido a la homocigosidad, que impide la supervivencia de la especie. Según Barret y Kohn (1991), permite la expresión de alelos recesivos perjudiciales procedentes de ambos progenitores, ya que suele producirse por el cruzamiento genético entre parientes próximos.

## En los seres humanos
Los efectos biológicos de la depresión endogámica en los seres humanos están oscurecidos por las influencias socioeconómicas y culturales en el comportamiento reproductivo. Los estudios en poblaciones humanas han demostrado que la edad al casarse, la duración del matrimonio, el analfabetismo, el uso de anticonceptivos y la compensación reproductiva son los principales determinantes de la aparente fertilidad, incluso en poblaciones con una alta proporción de uniones consanguíneas. Sin embargo, se han observado varios efectos pequeños sobre el aumento de la mortalidad, intervalos entre partos más largos y una productividad general reducida en poblaciones aisladas.
Charles Darwin fue uno de los primeros científicos en demostrar los efectos de la depresión endogamia, mediante la realización de numerosos experimentos con plantas. La esposa de Darwin, Emma, era su prima en primer grado, y él estaba preocupado por el impacto de la endogamia en sus diez hijos, tres de los cuales fallecieron a edades inferiores a los diez años; y otros tres no pudieron engendrar hijos.